# Begonia philodendroides
Espèce
Synonymes
- Begonia philodendroides var. multiloba Ziesenh.[1]

Begonia philodendroides est une espèce de plantes de la famille des Begoniaceae. Ce bégonia est originaire du Mexique. L'espèce fait partie de la section Gireoudia. Elle a été décrite en 1954 par Rudolf Christian Ziesenhenne (1911-2005). L'épithète spécifique philodendroides signifie « qui ressemble à un Philodendron », en référence à la forme des feuilles. 

## Répartition géographique
Cette espèce est originaire du pays suivant : Mexique.

## Liste des variétés
Selon Tropicos (22 février 2017) (Attention liste brute contenant possiblement des synonymes) :
- variété Begonia philodendroides var. acutiloba Ziesenh.
- variété Begonia philodendroides var. multiloba Ziesenh.
- variété Begonia philodendroides var. philodendroides